# مقاطعة تيزويل (إلينوي)
مقاطعة تيزويل (بالإنجليزية: Tazewell County)‏ هي إحدى المقاطعات في ولاية إلينوي في الولايات المتحدة الأمريكية.

## معرض صور

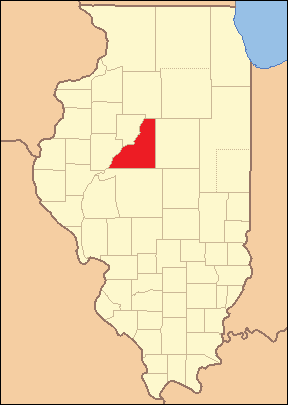
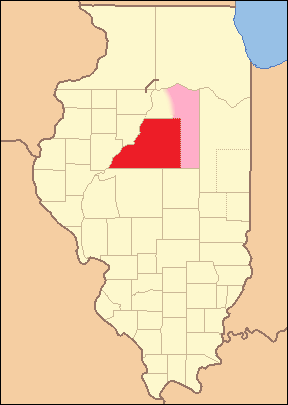
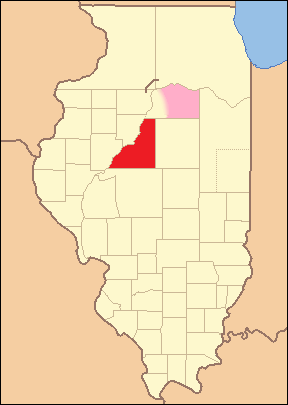
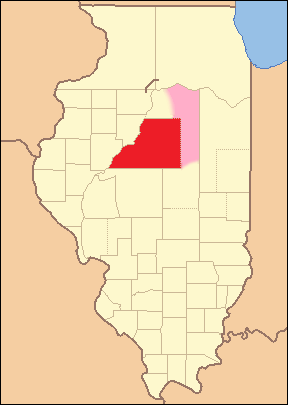
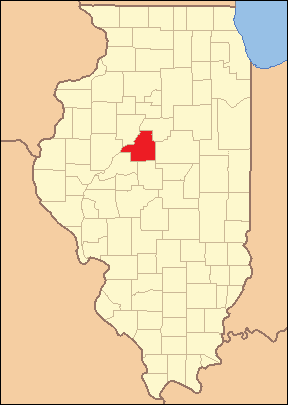

## أعلام
- جورج دبليو. برنس